# Volker Hauff

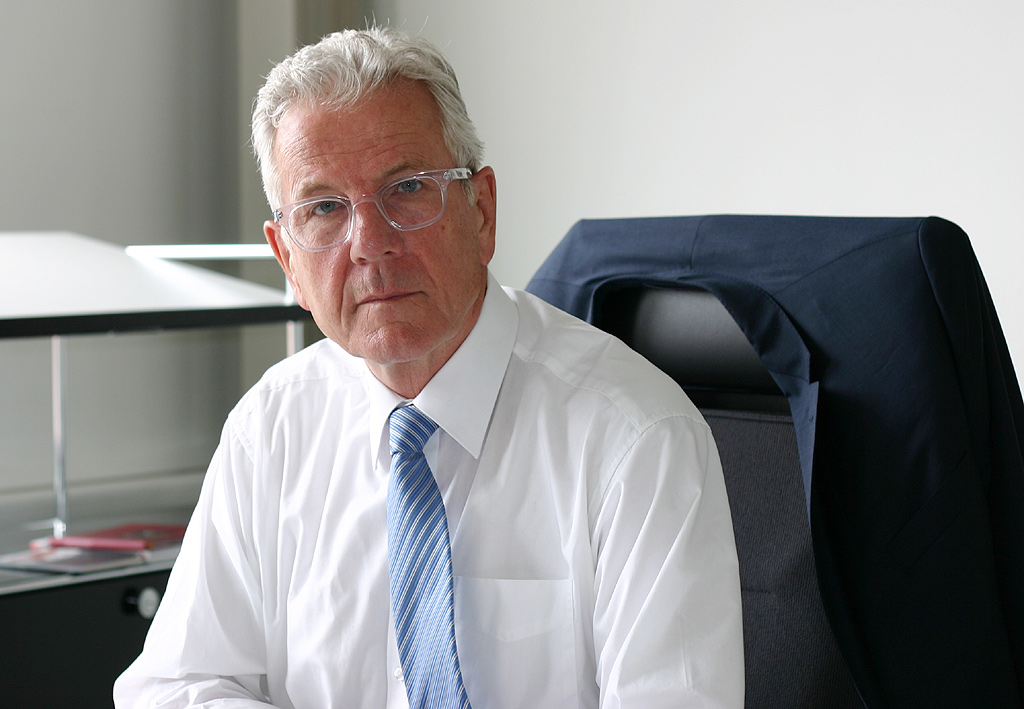
Volker Hauff (2008)

Volker Hauff (* 9. August 1940 in Backnang) ist ein deutscher Politiker der SPD.
Er war von 1978 bis 1980 Bundesminister für Forschung und Technologie, von 1980 bis 1982 Bundesminister für Verkehr und von 1989 bis 1991 Oberbürgermeister von Frankfurt am Main.

## Leben und Beruf

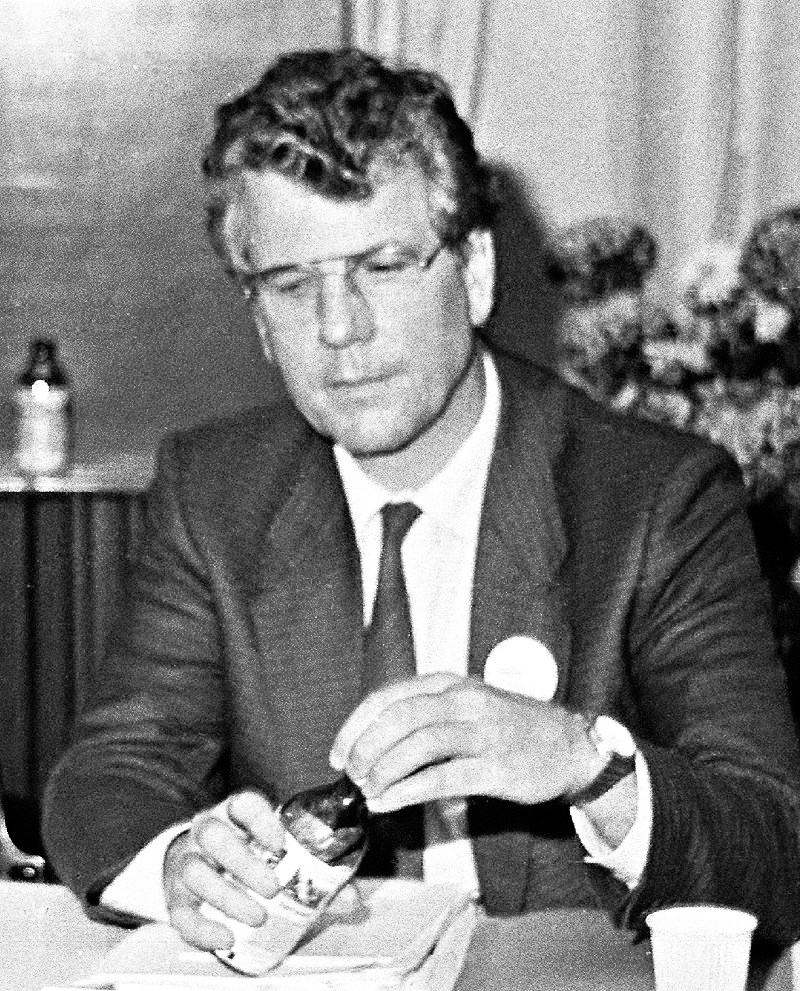
Volker Hauff (1986)

Volker Hauff besuchte das Georgii-Gymnasium Esslingen und das Wirtschaftsgymnasium in Esslingen am Neckar, wo er 1959 das Abitur bestand. Im gleichen Jahr trat er in die SPD ein. Er studierte seit 1959 Wirtschafts- und Sozialwissenschaften an der Freien Universität Berlin. Das Studium schloss er 1966 als Diplomvolkswirt ab.
Hauff war von 1966 bis 1970 in leitender Position beim Dokumentations- und Ausbildungszentrum für Theorie und Methode der Regionalforschung e. V. tätig. Nebenher wurde er 1968 mit der Arbeit Möglichkeiten des Einsatzes programmgesteuerter Datenverarbeitungsanlagen zur Analyse, Manipulation und Archivierung von Daten aus dem Bereich der empirischen Sozialforschung zum Dr. rer. pol. promoviert. Ein Jahr später (1969) wurde er Mitglied des Deutschen Bundestages, dem er bis 1989 angehörte.
Neben seiner Tätigkeit als Bundestagsabgeordneter war Hauff zunächst von 1971 bis 1972 als Angestellter bei IBM in Stuttgart tätig. Diese Tätigkeit gab er auf, als er 1972 Parlamentarischer Staatssekretär im Bundesministerium für Forschung und Technologie wurde. 1978 wurde er selbst zum Bundesminister für Forschung und Technologie ernannt und war von 1980 bis 1982 Bundesminister für Verkehr. Nach dem Ende der sozialliberalen Koalition wurde Hauff 1983 einer der stellvertretenden Vorsitzenden der SPD-Bundestagsfraktion.
Er gab das Amt des stellvertretenden Fraktionsvorsitzenden im März 1988 auf, um sich – wie bereits 1985 vergeblich – erneut bei der Hessischen Kommunalwahl 1989 als Kandidat des Oberbürgermeisters von Frankfurt am Main zu bewerben. Mit Unterstützung der Grünen wurde Hauff zum Oberbürgermeister gewählt, trat aber aufgrund von innerparteilichen Konflikten am 11. März 1991 überraschend zurück.
Nach seinem Ausscheiden aus der Politik arbeitete Hauff 1992 bis 1994 für den Axel Springer Verlag als Repräsentant des Verlags in Bonn und Brüssel. 1993 bis 1994	war er darüber hinaus Präsident des Verbandes der europäischen Zeitschriftenverleger mit Sitz in Brüssel.
Von 1995 bis 1998 war er als Generalbevollmächtigter und von 1998 bis 2001 als Vorstandsmitglied für die KPMG Deutsche Treuhand-Gesellschaft AG tätig. 2002 bis 2003 war er Vorstand für den Bereich Infrastruktur & Öffentlicher Sektor der KPMG Consulting GmbH (heute BearingPoint GmbH), von 2003 bis 2005 Senior Vice President bei BearingPoint Europe und dort zuständig für das operative Geschäft im Public Sector.
Von 2005 bis 2008 war Hauff Mitglied des Aufsichtsrates bei BearingPoint GmbH und im März 2005 Vorsitzender des Aufsichtsrates der Flughafen Köln/Bonn GmbH.
Hauff war von September 2001 bis Mai 2010 Vorsitzender des Rates für Nachhaltige Entwicklung der Bundesregierung. Im März 2011 wurde Volker Hauff in die Ethikkommission für eine sichere Energieversorgung der Bundesregierung berufen.
Hauff ist verheiratet und hat zwei Kinder. Er ist der jüngere Bruder des SPD-Politikers Sigurd Hauff (* 1935), der Mitglied des Berliner Abgeordnetenhauses war und Stadtältester von Berlin ist.

## Politische Tätigkeit

### Bundespolitiker in der sozialliberalen Koalition in Bonn
Seit 1959 ist Volker Hauff Mitglied der SPD. Er war von 1969 bis zur Niederlegung seines Mandates am 14. Juni 1989 Mitglied des Deutschen Bundestages. Volker Hauff war bei den Bundestagswahlen 1972 und 1980 direkt gewählter Abgeordneter des Wahlkreises Esslingen; 1969, 1976 sowie 1983 zog er über die Landesliste Baden-Württemberg und 1987 über die Landesliste Hessen in den Bundestag ein.
Nach der Bundestagswahl 1972 wurde er Parlamentarischer Staatssekretär beim Bundesminister für Forschung und Technologie. Nach einer Kabinettsumbildung im Frühjahr 1978 wurde er in der von Helmut Schmidt geleiteten Regierung am 16. Februar 1978 zum Bundesminister für Forschung und Technologie ernannt. Hauff setzte erstmals „Regenerative Energie“ und „Rationelle Energienutzung“ als neue Forschungsschwerpunkte. 1979 galt er als Kandidat für das Amt des Bundesgeschäftsführers der SPD. Nach der Bundestagswahl 1980 übernahm er am 6. November 1980 die Leitung des Bundesministeriums für Verkehr. Hier wandte er sich gegen den Rhein-Main-Donaukanal, den er als „das dümmste Bauwerk seit dem Turmbau zu Babel“ bezeichnet. Nach der Wahl von Helmut Kohl zum Bundeskanzler schied Hauff am 1. Oktober 1982 aus der Bundesregierung aus.
Von 1983 bis 1988 war Hauff stellvertretender Vorsitzender der SPD-Bundestagsfraktion und von 1987 bis 1988 Vorsitzender des Fraktionsarbeitskreises VI „Umwelt und Energie“.
Hauff war einer der 19 Bevollmächtigten der im Jahr 1983 durch die Vereinten Nationen ins Leben gerufenen und auch als Brundtland-Kommission bekannten Weltkommission für Umwelt und Entwicklung. Im Jahr 1987 veröffentlichte die Sachverständigenkommission den Bericht „Unsere gemeinsame Zukunft“. Volker Hauff war Herausgeber der deutschen Version des sogenannten Brundtland-Berichtes. Dieser formulierte erstmals das Konzept der nachhaltigen Entwicklung und war der Anstoß für den weltweiten Diskurs zum Thema Nachhaltigkeit und einer damit generationenübergreifenden und global gerechten Befriedigung von Bedürfnissen.

### Oberbürgermeister von Frankfurt
Von 1989 bis 1991 war Hauff Oberbürgermeister von Frankfurt am Main. Für das Amt war er bereits zu den Kommunalwahlen 1985 von der SPD nominiert worden, jedoch stand die Mandatsverteilung in der Stadtverordnetenversammlung dem entgegen.
In seiner Zeit als Oberbürgermeister trug Hauff zur Lösung der Frankfurter Müllkrise hin zur Kreislaufwirtschaft bei. Auch wurde unter ihm der Ausbau des öffentlichen Nahverkehrs vorangetrieben. Hauff errichtete zudem das erste „Amt für Multikulturelles“. Hauff soll für die Stadt den „Paradigmenwechsel zur modernen Großstadtpolitik“ (zitiert nach Reiner Prewo) mit herbeigeführt haben.
Während seiner Amtszeit kam es innerhalb des Frankfurter Magistrat zur heftigen Kritik an der Einstellungspolitik Hauffs. In der Öffentlichen Diskussion kam es zu Spekulationen darüber, ob der aus Baden-Württemberg stammende Hauff Posten mit Personen aus seiner Heimat besetzt habe; beispielhaft wurde etwa die Kulturdezernentin Linda Reisch genannt, die anstelle des Frankfurters Klaus Sturmfels ins Amt gekommen war. Auseinandersetzungen gab es auch um die Benennung der damaligen Frankfurter Parteivorsitzenden Anita Breithaupt als Nachfolgerin der scheidenden Sozialdezernentin Christine Hohmann-Dennhardt, die als Justizministerin in die Landesregierung wechselte. Am 11. März 1991 trat Hauff im Zuge dieser Auseinandersetzungen von seinem Amt zurück.
Bis heute gibt es über den plötzlichen Rücktritt verschiedenste unbestätigte Spekulationen. Hauff war der Überzeugung, er könne nicht mit dem Vertrauen seiner Partei rechnen, und erklärte am 11. März 1991 seinen Rücktritt. Wörtlich formulierte er: „Ich passe mit meinen Vorstellungen von politischer Kultur offensichtlich nicht zu dem politischen Stil der Personen, die in der Frankfurter SPD in wachsendem Maße den Ton angeben“.

### Zivilgesellschaftliche Tätigkeiten im Bereich Nachhaltigkeit und Energiepolitik
Volker Hauff wurde im April 2001 Mitglied im Rat für Nachhaltige Entwicklung und hat diesen von September 2001 bis Mai 2010 als gewählter Vorsitzender geleitet. Hauff knüpfte dabei an seine Erfahrungen als Vertreter Deutschlands in der UN Weltkommission für Umwelt und Entwicklung (Brundtland-Kommission), die von 1985 bis 1987 tagte und den Grundstein für die moderne Nachhaltigkeitspolitik legte, an. Hauff hatte sich schon zuvor als Mitglied der Bundesregierung und in der Programmarbeit der SPD für die Modernisierung der Volkswirtschaft, einen Ausstieg aus der Atomenergie und die Intensivierung der Forschung und Entwicklung zu Fragen der Nachhaltigkeit eingesetzt.
In seiner Funktion als Vorsitzender des führenden Beratungsgremiums der Deutschen Bundesregierung zur Nachhaltigkeit, des RNE, engagierte er sich mit zahlreichen politischen Empfehlungen, Reden und Vorträgen. Hauff profilierte die nationale Nachhaltigkeitsstrategie, indem er sich erfolgreich für die Einführung von messbaren Zielen und Indikatoren, für eine Öffnung staatlichen Handelns für die Zivilgesellschaft und die Wirtschaft und die Europäisierung der nationalen Nachhaltigkeitspolitik einsetze. Inhaltliche Schwerpunktthemen waren für ihn die Energiepolitik, die Einführung neuer Methoden für das Regierungshandeln etwa zur Energieeffizienz staatlicher Liegenschaften, ein Kurswechsel der europäischen Agrarpolitik und einem Abbau von Subventionen sowie ein stärkeres Engagement der Wirtschaft zum Nachhaltigkeitsmanagement.
Volker Hauff hat an den Energiegipfeln der Bundeskanzlerin Angela Merkel 2007 und 2008 teilgenommen und gehörte der Ethikkommission für eine sichere Energieversorgung an, die  Bundeskanzlerin nach dem Kernkraftunfall im japanischen Fukushima im März 2011 einberief.
Als Mitglied des Kuratoriums des Deutschen Nachhaltigkeitspreises unterstützt er dessen Zielsetzung und Weiterentwicklung und ist an der Berufung der Jury beteiligt.
Er war Mitglied des Konzernbeirats der Deutschen Bahn.

## Auszeichnungen
- 1982: Großes Verdienstkreuz mit Stern und Schulterband der Bundesrepublik Deutschland
- 1989: Großes Goldenes Ehrenzeichen für Verdienste um die Republik Österreich[8]
- 2008: Verleihung des ersten Internationalen TÜV Rheinland Global Compact Awards[9]
- 2009: Aufnahme als einer der „111 Klimafreunde“ von der Zeitschrift „Klima-Magazin“ (gemeinsam mit Klaus Töpfer)
- 2010: Ehrenpreis des Deutschen Nachhaltigkeitspreises (RNE)
- 2014: Auszeichnung durch die Sozialdemokratische Gemeinschaft für Kommunalpolitik mit dem Preis „Kommunal Löwe“ für besondere Verdienste in der Kommunalpolitik des Landes Hessen
- 2015: Umweltpreis von B.A.U.M. (Bundesdeutscher Arbeitskreis für Umweltbewusstes Management) in der Kategorie Lebenswerk

## Sonstiges
Das Munzinger-Archiv behauptet unter Berufung auf die FAZ, Volker Hauff sei ein Nachfahre des schwäbischen Dichters Wilhelm Hauff, jedoch nicht in direkter Linie. Da Wilhelm Hauff nur eine Tochter hatte, die 17-jährig verstarb, ist eine direkte Nachkommenschaft auch nicht möglich.

## Veröffentlichungen
- mit Theo Lutz: Programmierfibel. Eine verständliche Einführung in das Programmieren digitaler Rechenautomaten. Telekosmos-Verlag, Franckh’sche Verlagshandlung, Stuttgart 1965.
- mit Fritz W. Scharpf: Modernisierung der Volkswirtschaft. Technologiepolitik als Strukturpolitik. Europäische Verlags-Anstalt, Frankfurt am Main u. a. 1975, ISBN 3-434-00266-9.
- als Herausgeber mit Wolfgang Klauder (als Redakteur): Energie, Wachstum, Arbeitsplätze (= Argumente in der Energiediskussion. Band 4/5). Neckar-Verlag, Villingen-Schwenningen 1978, ISBN 3-7883-0829-X.
- Damit der Fortschritt nicht zum Risiko wird. Forschungspolitik als Zukunftsgestaltung, Stuttgart 1978
- als Herausgeber mit Wolfgang Klauder (als Redakteur): Argumente in der Energiediskussion. Energieversorgung und Lebensqualität. (= Argumente in der Energiediskussion. Band 6). Neckar-Verlag, Villingen 1978, ISBN 3-7883-0830-3.
- Sprachlose Politik. Von der Schwierigkeit, nachdenklich zu sein (= Fischer-Taschenbücher. Informationen zur Zeit. Band 4215). Fischer-Taschenbuch-Verlag, Frankfurt am Main 1979, ISBN 3-596-24215-0.
- zusammen mit Michael Müller: Umweltpolitik am Scheideweg, München 1985.
- Energie-Wende. Von der Empörung zur Reform. Mit den neuesten Gutachten zum Ausstieg aus der Kernenergie (= Knaur. Sachbuch aktuell. Band 3853). Droemersche Verlagsanstalt Knaur, München 1986, ISBN 3-426-03853-6.
- Global denken, lokal handeln. Ein politisches Fazit. Kiepenheuer & Witsch, Köln 1992, ISBN 3-462-02164-8.
- als Herausgeber mit Günther Bachmann: Unterm Strich. Erbschaften und Erblasten für das Deutschland von morgen. Eine Generationenbilanz. Oekom Verlag, München 2006, ISBN 3-86581-041-1.